# Heinrich von Werl
Heinrich von Werl (* um 1400 in Werl; † 10. April 1463 in Osnabrück) war der 16. Provinzial der Kölnischen Provinz der Franziskaner (Colonia).

## Leben
Heinrich trat in den Orden der Franziskaner ein. Vor 1430 hat er wohl in einem Studium generale eine eingehende theologische Schulung erhalten. Es wurden ihm bei seinem Theologiestudium der Erwerb des Magister artium und die erste der drei Stufen des Bakkalaureates erlassen. Er wurde 1430 an der Universität in Köln immatrikuliert und 1434 promoviert. In den Matrikeln der Universität Köln von 1430 findet man in der Immatrikulationsliste den folgenden Eintrag Frater Henricus de Weerle, O. Min s. Theologie. Die Matrikel führen ihn bis zu seinem Tod als Professor der Theologie.
1432 wurde er zum Provinzial der Kölnischen Franziskanerprovinz gewählt und leitete die Provinz mit ihren sieben Kustodien und 51 Konventen 32 Jahre bis 1462. Auf dem Generalkapitel in Padua wurde ihm 1443 die Reform in Deutschland besonders ans Herz gelegt.
Heinrich war in den 1430er-Jahren Teilnehmer des Konzils von Basel. Dort vertrat er die Partei von Papst Eugen IV. durch die Streitschrift Von der päpstlichen Gewalt über die ganze Kirche. Der Kölner Erzbischof Dietrich von Moers war vollkommen gegenteiliger Ansicht. Ein weiteres seiner Traktate war die Schrift zur Unbefleckten Empfängnis Mariens. Seine Beweise für seine Behauptungen waren den Aussprüchen kanonischer und theologischer Autoren, den Bestimmungen des Kanonischen Rechts und der Heiligen Schrift entnommen. Auf dem Konzil erhielt er statt Beifall lebhafte Kritik für dies Traktat. Ob er nach der Verlegung des Konzils auch weiterhin teilnahm, ist nicht gesichert. Weiterhin sind seine Kommentare zu den Sentenzen des Petrus Lombardus und Erklärungen zu verschiedenen biblischen Büchern bekannt. Heinrich galt neben Johann von Werden und Johann von Minden als dritter großer Prediger seiner Zeit. Trithemius bezeichnete ihn als divini verbi praedicator egregius (hervorragender Verkünder des göttlichen Wortes).
Heinrich von Werl starb, ein Jahr nachdem er sein Amt als Provinzial abgegeben hatte, im Konvent in Osnabrück, wo er zuletzt das Amt des Guardians bekleidet hatte.